# خانم‌آنا علی‌بیگلی
خانم‌آنا علی‌بیگلی (ترکی آذربایجانی: Xanımana Sabir qızı Əlibəyli; ۲۰ آوریل ۱۹۲۰ – ۷ مهٔ ۲۰۰۷) شاعر و نمایشنامه نویس آذربایجانی، دریافت کننده لقب افتخاری خادم هنر افتخاری آذربایجان و سایر جوایز دولتی و مستمری ریاست جمهوری آذربایجان بود.وی بنیانگذار نمایش کودک در آذربایجان به‌شمار می‌رود. علاوه بر این، از خانم‌آنا علی‌بیگلی به غنوان هنرمندی یاد می‌شود که در تاریخ توسعه ادبیات آذربایجانی اثری پاک نشدنی از خود به جای گذاشته است.

## اوایل زندگی
خانم‌آنا علی‌بیگلی ۲۰ آوریل سال ۱۹۲۰ در شهرک کشله باکو چشم به جهان گشود. وی اولین فرزند یک خانواده اشرافی با چهار دختر و سه پسر بود. به دنبال اینکه آموزش متوسطه را در مدرسه شماره ۱۳ در باکو پشت سر بگذارد، وارد دانشگاه علوم پزشکی آذربایجان و در سال ۱۹۴۲ فارغ‌التحصیل شد. سپس مجدداً در رشته لغت‌شناسی دانشگاه دولتی آذربایجان به ادامه تحصیل پرداخت.

## فعالیت
خانم‌آنا علی‌بیگلی با اولین شعر خود به اسم «آنا» (مادر) که در سال ۱۹۹۵ در مجله «آذربایجان گادینی» (زن آذربایجانی) به طبع رسید، وارد دنیای ادبیات شد. بعدها یکی پس از دیگری کتاب‌های شعری برای کودکان منتشر کرد که عبارتند از: «دکتر کوچولو»، «کسی که کار نمی‌کند»، «او نمی‌خورد»، «مرا زیر شعاع‌های آفتاب بینداز» و «پناهندگان کوچک». نمایش‌های خانم‌آنا علی‌بیگلی همچون «تولد خرگوش»، «زیبای زیبا» و … در تئاترهای تماشاگران جوان و تئاتر دولتی عروسکی جمهوری آذربایجان به روی صحنه رفتند. نمایش‌های «تولد خرگوش» و «آیدجان» وی نیز جوایز دولتی را ازآن خود کردند.
آثار خانم‌آنا علی‌بیگلی در روزنامه «پیشگام» و مجلات «گؤرچین» (کبوتر) و «گونش» (آفتاب) آذربایجان به چاپ می‌رسید.
خانم‌آنا علی‌بیگلی پایه‌گذار نمایش کودک در آذربایجان به حساب می‌آید. او مستمری‌بگیر ریاست جمهوری آذربایجان بود.

## مرگ و گرامیداشت
خانم‌آنا علی‌بیگلی در ۷ ماه مه سال ۲۰۰۷ درگذشت.
در سال ۲۰۱۰، مراسم گرامیداشت نودمین سالگرد خانم‌آنا علی‌بیگلی توسط وزارت فرهنگ و گردشگری آذربایجان در تئاتر دولتی تماشاگران جوان جمهوری آذربایجان برگزار شد.